# Шайнуудий
| Период  | Серия         | Етаж      | млн. год.   |
| ------- | ------------- | --------- | ----------- |
| Девон   | Долен девон   | Локовий   | младши      |
| Силур   | Придолий      |           | 423–419,2   |
| Силур   | Лудлоу        | Лудфордий | 425,6–423   |
| Силур   | Лудлоу        | Горстий   | 427,4–425,6 |
| Силур   | Уенлок        | Хомерий   | 430,5–427,4 |
| Силур   | Уенлок        | Шайнуудий | 433,4–430,5 |
| Силур   | Ландъврий     | Телихий   | 438,5–433,4 |
| Силур   | Ландъврий     | Аероний   | 440,8–438,5 |
| Силур   | Ландъврий     | Руданий   | 443,4–440,8 |
| Ордовик | Горен ордовик | Хирнантий | старши      |

Шайнуудий е долния етаж на серията уенлок от периода силур. Шайнуудий започва преди около 433,4 милиона години и продължава допреди около 430,5 милиона години. Етажът е предшестван от телихий от серията ландъври и е последван от хомерий.
Шайнуудий е кръстен на фермата Шайнууд северно от градчето Уенлок, Шропшър (Англия). Името е предложено през 1975 година от група британски геолози (Майкъл Дж. Басет и др.).
Базата на етажа е определена само приблизително. Намира се между основата на Acritarcha биозона 5 и изчезването на конодонта Pterospathodus amorphognathoides. Граница вероятно е базата на зоната на граптолита Cyrtograptus centrifugus. Края на етажа се определя от първата поява на граптолита Cyrtograptus lundgreni. Официалният профил GSSP се намира в рекичката Hughely, на 200 метра югоизточно от няколко къщи на Leasows и 500 метра североизточно от църквата на Hughely, Apedale (Шропшър, Англия).